# Donaumoosräuber
Als Donaumoosräuber verübten Ferdinand Gump (1844–1873) und Eduard Gänswürger (1843–1873) zwischen 1871 und 1873 in den damaligen bayerischen Gerichtsbezirken Ingolstadt, Neuburg, Pfaffenhofen, Mainburg, Rottenburg an der Laaber, Schrobenhausen und Aichach  zahlreiche Verbrechen, wobei ihnen das Altbayerische Donaumoos als Rückzugsgebiet diente. Was zunächst mit kleineren Diebstählen und Wilderei begonnen hatte, endete bei mehrfachen Raubmorden. Im Februar 1873 erschoss Gump seinen Komplizen, im Juni 1873 wurde er verhaftet. Gump starb in der Untersuchungshaft an Tuberkulose.

## Jugendjahre

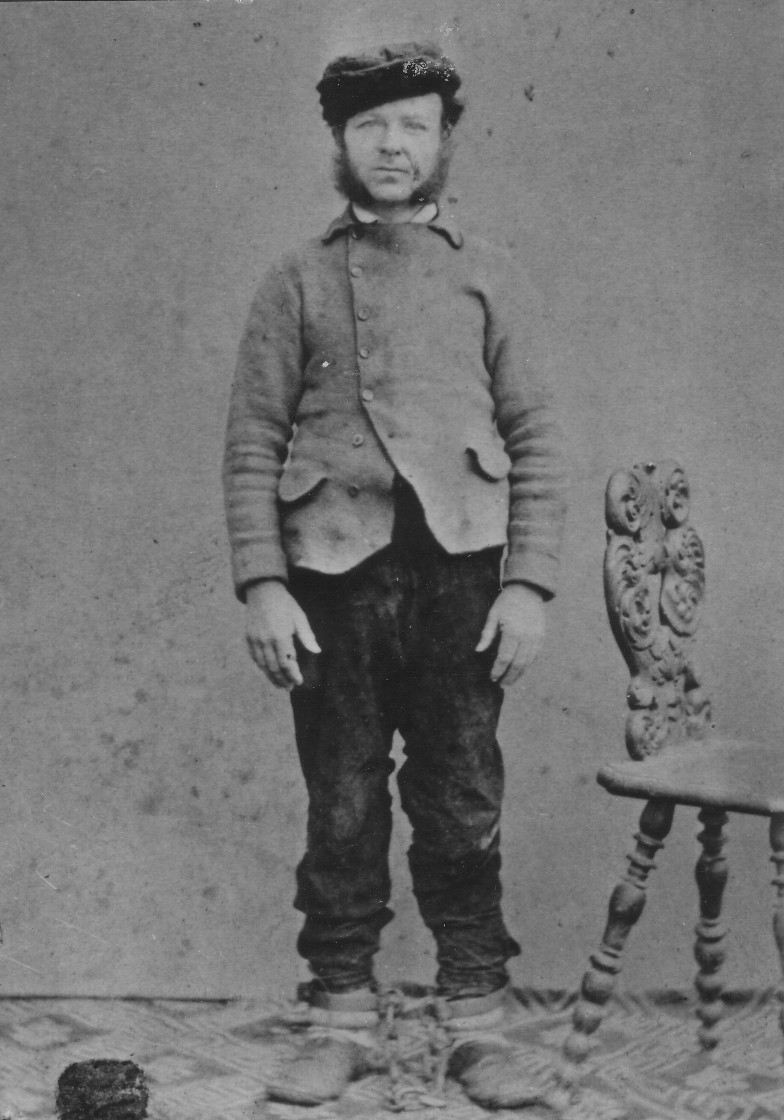
Ferdinand Gump unmittelbar nach seiner Festnahme

Am 3. Oktober 1843 kam in Grillheim bei Karlskron Eduard Gänswürger als zweites lediges Kind der Josepha Strobl zur Welt. Die Mutter heiratete kurze Zeit später den Kindsvater Andreas Gänswürger, worauf noch sieben weitere Kinder folgten. Trotz der ärmlichen Verhältnisse war die Korbmacherfamilie stets darauf bedacht, den Kindern eine gute Erziehung zu ermöglichen. Bei den drei Söhnen fruchtete das elterliche Vorbild jedoch kaum. So wurde der älteste Sohn Andreas bereits in jungen Jahren wegen verschiedener Straftaten zu einer mehrjährigen Zuchthausstrafe verurteilt. Im Jahre 1850 kam Eduard Gänswürger in die Volksschule nach Karlskron. Während der gesamten Schulzeit waren seine schulischen Leistungen nicht ausreichend, das Ergebnis führte nur zu einem dürftigen Lesen und Schreiben.
Im benachbarten Walding bei Reichertshofen bewirtschaftete die 26-jährige Ingolstädterin Walburga Seitz zusammen mit dem mittellosen Mooskolonisten Martin Gump ein kleines Anwesen. Am 29. Mai 1844 gebar sie einen als „illegitimus“ (ledig) eingetragenen Sohn, den sie auf den Namen Ferdinand taufte. Wenn auch die Eltern bald darauf heirateten, der mütterliche Geburtsname blieb zeitlebens ungewollt an Ferdinand hängen. Die Ortsbewohner nannten ihn abgekürzt „Fendi“, woraus er zum „Seitzfendi“ wurde. Er kam im Jahre 1850 ebenfalls in die Volksschule nach Karlskron, wo er sich mit Eduard Gänswürger anfreundete.
Nach Beendigung der Schulzeit im Jahre 1860 begannen die beiden Schulkameraden Eduard und Ferdinand beim Schreinermeister Paul Heckersmüller in Reichertshofen eine Zimmererlehre. Heckersmüller bestätigte, dass sich zumindest Gump „im höchsten Maße anstellig zeigte“. Gumps Mitlehrling dagegen schien der Arbeit stets aus dem Wege zu gehen und zog sein Geschick zur Wilderei dem ehrbaren Handwerk vor. Es folgten Straftaten wie Diebstähle und Körperverletzungen, wofür beide zu empfindlichen Haftstrafen verurteilt wurden. Im November 1869 gelang Gänswürger die Flucht aus einem Münchener Zuchthaus.

## Raubmord bei Meilenhofen
Kurz nach Gänswürgers Flucht überfielen er und Gump in der Hallertauer Ortschaft Volkenschwand den Einödhof „Zum Oscheid“, wurden dabei jedoch von den Hofbewohnern in die Flucht geschlagen. In den darauf folgenden Jahren verübten die beiden diverse Überfälle und Einbruchsdiebstähle. Am 11. Dezember 1872 begingen sie schließlich ihren erste Raubmord. Mit dem „Adventsmarkt“ fand an diesem Tag in Mainburg der alljährliche Viehmarkt statt. Die beiden Kleinbauern Franz-Xaver Gruber und Josef Ettmüller aus Elsendorf befanden sich auf dem Weg nach Mainburg, als sie kurz vor Meilenhofen auf eine Gruppe aus drei bewaffneten Räubern trafen. Ferdinand Gump, Eduard Gänswürger und ihr Begleiter erschossen im Zuge der Begegnung die beiden Kleinbauern und beraubten sie ihres Geldes. Das Trio flüchtete in den nahe gelegenen Wald, wo Gump und Gänswürger ihren Komplizen, der später als Johann Faltermeier identifiziert wurde, erschossen.
Auf dem Adventsmarkt verbreitete sich die Kunde vom zweifachen Raubmord rasch. Die Regierung von Niederbayern setzte für Hinweise, die zur Ergreifung der Täter führten, eine Belohnung in Höhe von 50 Gulden aus.

## Ermordung der Krämersfrau Kufer aus Karlskron
Trotz der groß angelegten Fahndungen im Donaumoos und der Hallertau verzeichnete die Bilanz der beiden Raubmörder allein im Januar 1873 achtundzwanzig verschiedene Delikte. Um die allgemeine Sicherheit zu gewährleisten, wurden in den meisten Ortschaften verstärkt Nachtwachen zusammengestellt. Gänswürger unterhielt seit längerer Zeit eine intime Beziehung zur verheirateten Krämersfrau Margarethe Kufer aus Karlskron. Sie versorgte ihn mit Kleidung, Lebensmitteln sowie Munition und gewährte ihm, sofern er auf der Flucht vor den Gendarmen war, auch Unterschlupf. In der Nacht vom 4. zum 5. Februar 1873 begleitete Gump seinen Freund Gänswürger nach Karlskron. Vor dem Krämeranwesen machten sie sich bemerkbar, worauf auch kurze Zeit später die Krämersfrau mit Wein und Lebensmitteln herauskam. Um sich im Haus wärmere Kleidung zu holen, verließ die Krämerin nach einiger Zeit die Männer. Die beiden warteten eine gewisse Zeit; da die Krämerin jedoch nicht mehr zurückkehrte, beschlossen sie, wieder aufzubrechen. Nachdem Gump kurz darauf wegen eines vergessenen Revolvers wieder umkehrte, begegnete er Margarethe Kufer, die gerade aus dem Haus kam. In einer späteren Vernehmung gab Ferdinand Gump an, dass die Krämersfrau von Eduard Gänswürger, der ebenfalls zum Haus zurückgehrt ist, unvermittelt erschossen wurde. Eine Obduktion der Leiche ergab, dass Margarethe Kufer durch einen aus unmittelbarer Nähe abgefeuerten Schuss, der von einer Schrotpatrone aus einem Jagdgewehr herrührte, getötet wurde. Zudem war vermerkt: „… dass die Tote bis über die Schamteile entblößt dalag, führt zur Annahme, die Kufer sei geschlechtlich gebraucht worden …“. Über Motiv und Täter herrschte zu diesem Zeitpunkt noch völlige Unklarheit.

## Gump ermordet Gänswürger

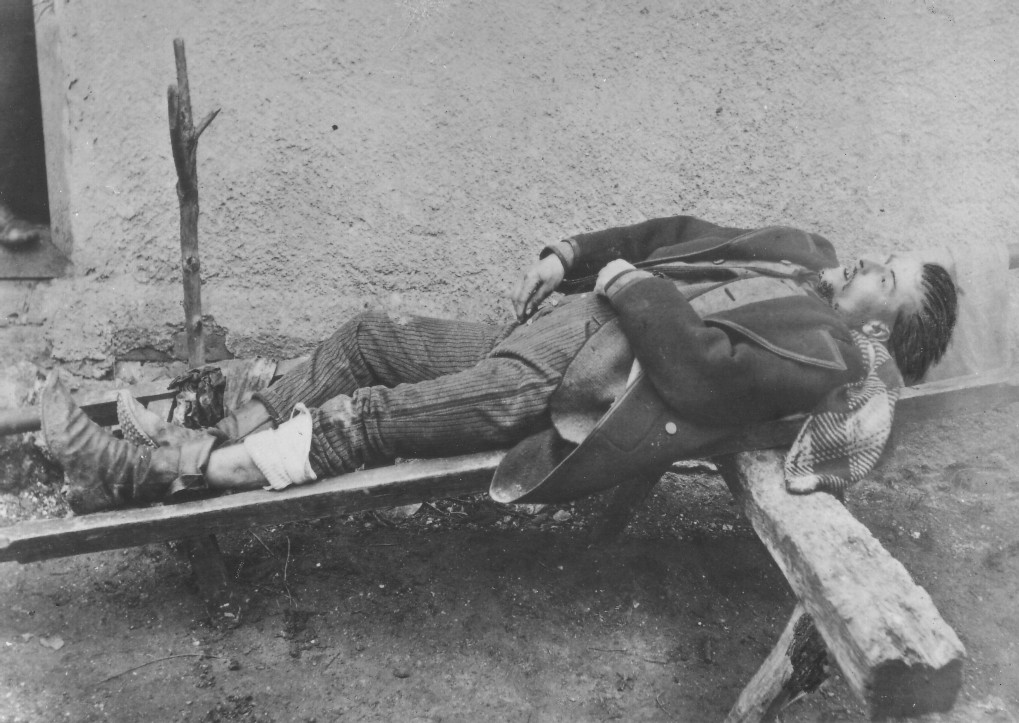
Eine der ersten bayerischen Kriminalfallaufnahmen zeigt Eduard Gänswürger wenige Stunden nach seiner Ermordung.

Nach der Ermordung der Krämerin verließen Gump und Gänswürger die Ortschaft Karlskron und gingen über Reichertshofen nach Manching. Laut Gumps späterer Aussage benötigten sie für diese ca. 15 km lange Strecke etwa 24 Stunden und sprachen dabei bis auf gegenseitige Anschuldigungen in Bezug auf Margarethe Kufers Tod kaum miteinander. Am Ufer der Sandrach zwischen Manching und Niederfeld erschoss Gump Eduard Gänswürger. Laut seiner späteren Vernehmung hatte Gump beschlossen, „die Menschheit von diesem Scheusale zu befreien“. Anschließend flüchtete er in seinen Unterschlupf nach Reichertshofen.
Am frühen Morgen des 7. Februar 1873 fand der Eisenbahntaglöhner Alois Donaubauer aus Ingolstadt die Leiche und verständigte die Gendarmerie. Die herbeigerufene Untersuchungskommission konstatierte, dass der Tote aus nächster Nähe erschossen worden sei und dass kein Raubmord vorlag. Wer jedoch der Täter sein könnte, blieb trotz der Mutmaßung, dass Gump seine Hände im Spiel gehabt hatte, im Dunkeln. Gänswürgers Leiche wurde nach Manching gebracht, wo der herbeigerufene Fotograf, der Knopfmacher Franz-Xaver Sölch aus Ingolstadt, eine der ersten bayerischen Kriminalfallaufnahmen anfertigte. Die Nachricht vom Tod des Gänswürgers verbreitete sich schnell. Der Raubmörder wurde fast fünf Tage lang öffentlich zur Schau gestellt, bevor seine Leichenschau stattfand.
Als dringend Tatverdächtiger kam anfangs auch ein Manchinger Fischteichbesitzer in Frage, da bei diesem die Uhr von Gänswürger gefunden wurde.

## Mord am Stationskommandanten Anton Bauer aus Hohenwart
Für die Ergreifung Gumps, der nach dem Tod Gänswürgers alleine tätig war, waren mittlerweile 500 Gulden ausgesetzt. Auf der Flucht wurde Gump im Donaumoos von zahlreichen Helfern unterstützt und so war er in der Nacht vom 21. auf den 22. März 1873 als eine größere Fahndungsaktion stattfand, bei Therese Pleiner in Karlskron untergetaucht. Gegen 1 Uhr nachts verschanzten sich am nahe gelegenen Waldrand 15 Gendarmen. Die Stationskommandanten Anton Bauer aus Hohenwart und August Leopold aus Reichertshofen pirschten sich an das kleine Kolonistenhäuschen Pleiners heran. In der darauffolgenden Schießerei wurde Anton Bauer schwer verletzt und Gump gelang die Flucht. Bauer, der sofort ins Garnisonslazarett nach Ingolstadt transportiert wurde, erlag seinen Verletzungen drei Wochen später. Der Stationskommandant wurde am 14. April in Ingolstadt beigesetzt, als Soldat verkleidet mischte sich auch Ferdinand Gump unter die zahlreichen Trauergäste.

## Gumps Festnahme in Wolnzach
Am 4. Juni 1873 betrat Gump gegen 21 Uhr das kleine Ladengeschäft Fröhler in Wolnzach und bestellte eine größere Menge Käse sowie ein Sacktuch. Da die Ladeninhaberin kein Sacktuch in ihrem Sortiment führte, schickte sie das zufällig anwesende Nachbarskind zur Krämerin Therese Ecker. Nachdem das Mädchen zu dieser späten Stunde im Eckerschen-Kaufladen nach dem Sacktuch fragte, wurde die Krämerin misstrauisch und horchte das Kind aus. Daraufhin verständigte sie die Gendarmerie. Da das Mädchen mit dem Sacktuch nach einiger Zeit immer noch nicht zurückkam, schöpfte Gump Verdacht und verließ fluchtartig den Laden. Draußen in der Gasse sah er in etwa 100 Metern Entfernung zwei Gendarmen auf sich zukommen, worauf er sofort die Flucht in Richtung Marktplatz ergriff. Die beiden Gendarmen Voit und Löffler nahmen sogleich die Verfolgung auf. Durch das Abfeuern von mehreren Warnschüssen wurden auch die Straßenpassanten auf den Flüchtigen aufmerksam. Am Marktplatz wollte sich ein Taglöhner dem Räuber in den Weg stellen, der jedoch von Gump zu Boden geschleudert wurde. Der verzweifelte Gump sah als einzigen Ausweg nur noch die Flucht zur Herrengasse, doch vor der Schäfflerei des Georg Glück wurden die drei Anwesenden ebenfalls auf den Flüchtenden aufmerksam. Der Schäffler Glück, sein Geselle Horn und der Braumeister Josef Gall stellten sich dem Raubmörder beherzt entgegen, wobei sie ihn nach einem festen Handgemenge überwältigten. Gefesselt und in Begleitung der jubelnden Volksmenge wurde Ferdinand Gump in die Wolnzacher Gendarmeriestation gebracht, wo er unter schärfster Bewachung die Nacht verbrachte. Erleichtert nahmen alle betroffenen Bezirksämter das an sie gerichtete Telegramm zur Kenntnis: Gump von der Gendarmerie-Mannschaft und Zivil in der Nacht 9 Uhr zu Wolnzach gefangen …

## Tod in der Untersuchungshaft
Am frühen Morgen des 5. Juni 1873 wurde Gump in Begleitung von acht schwer bewaffneten Gendarmen zum Bahnhof von Reichertshofen gebracht, um ihn von dort per Eisenbahn ins Münchner Landgerichtsgefängnis zu überführen. An der kleinen Bahnstation drängten sich Schaulustige.
Zwei Tage nach Gumps Festnahme wurde er vom königlichen Untersuchungsrichter Zaska im Bezirksgerichtsgefängnis eingehend vernommen. Das Verhör begann morgens um 8 Uhr und endete ohne nennenswerte Unterbrechungen in der Nacht um 22 Uhr. Da sich Ferdinand Gump bewusst war, dass ihn die Todesstrafe erwarten würde, gab er in den meisten Fällen auch die Wahrheit zu Protokoll. Nur was die Mordfälle Kufer und Gänswürger betraf, schienen seine Äußerungen kaum glaubhaft. Ebenso verweigerte er die Aussage zur Person des dritten Mittäters im Mordfall bei Meilenhofen.
Im September 1873 wurde Gump in die Krankenabteilung der Haftanstalt verlegt. Sein Gesundheitszustand verschlechterte sich täglich zunehmend und schließlich gaben die Ärzte jede Hoffnung auf Besserung auf. Am 25. November 1873 verstarb der berüchtigte Donaumoosräuber an einer schweren Tuberkulose.